# Iljusjin Il-2
Iljusjin IL-2 Sjturmovik var ett sovjetiskt attackflygplan som blev mycket framgångsrikt under andra världskriget.
Flygplanet byggdes i drygt 36 000 exemplar och är det stridsflygplan som producerats i flest exemplar i världen. Planet ritades av Sergej Iljusjin (1894–1977) och fanns i flera olika versioner för olika ändamål, till exempel som jaktplan, bombplan eller attackplan.

## Design
Tanken om ett Sovjetiskt mark-attackflygplan kan spåras bak till 1930-talet, när Dmitrij Pavovitj Grigorovitj designade TSh-1 och TSh2, bepansrade dubbeldäckare. Dessa idéer kom dock under en tid då man saknade resurser för att konstruera tunga flygplan med bra prestanda. 
Il-2 designades 1938 av Sergej Iljusjin och hans kollegor på centrala designbyrån som TsKB-55. Detta var 2-sitsigt och hade en bepansring som vägde 700 kg och skyddade besättningen, kylaren, bränsletankarna och motorn. Fullt lastad vägde Il-2 4 700 kg, vilket innebar att 15 % av flygplanets vikt utgjordes av pansar. Il-2 var även unikt på det sätt att pansaret var en lastbärande del av flygplanets monocoque, vilket sparade mycket vikt. Prototypen flög 2 oktober 1939 och vann ett kontrakt över Suchoj Su-6.

## Tillverkning
Il-2 tillverkades i stort antal, och blev det mest producerade militärflygplanet i världen. När kriget mellan Tyskland och Sovjet bröt ut hade dock enbart 249 flygplan hunnit tillverkas.
Tillverkningen i början av kriget var långsam på grund av att man fick flytta flygplansfabrikerna österut i takt med att den tyska invasionen framskred. Stalin pressade ofta fabrikerna att öka sin tillverkningstakt med förklaringen att Il-2 var lika viktiga för röda armen som bröd och vatten.

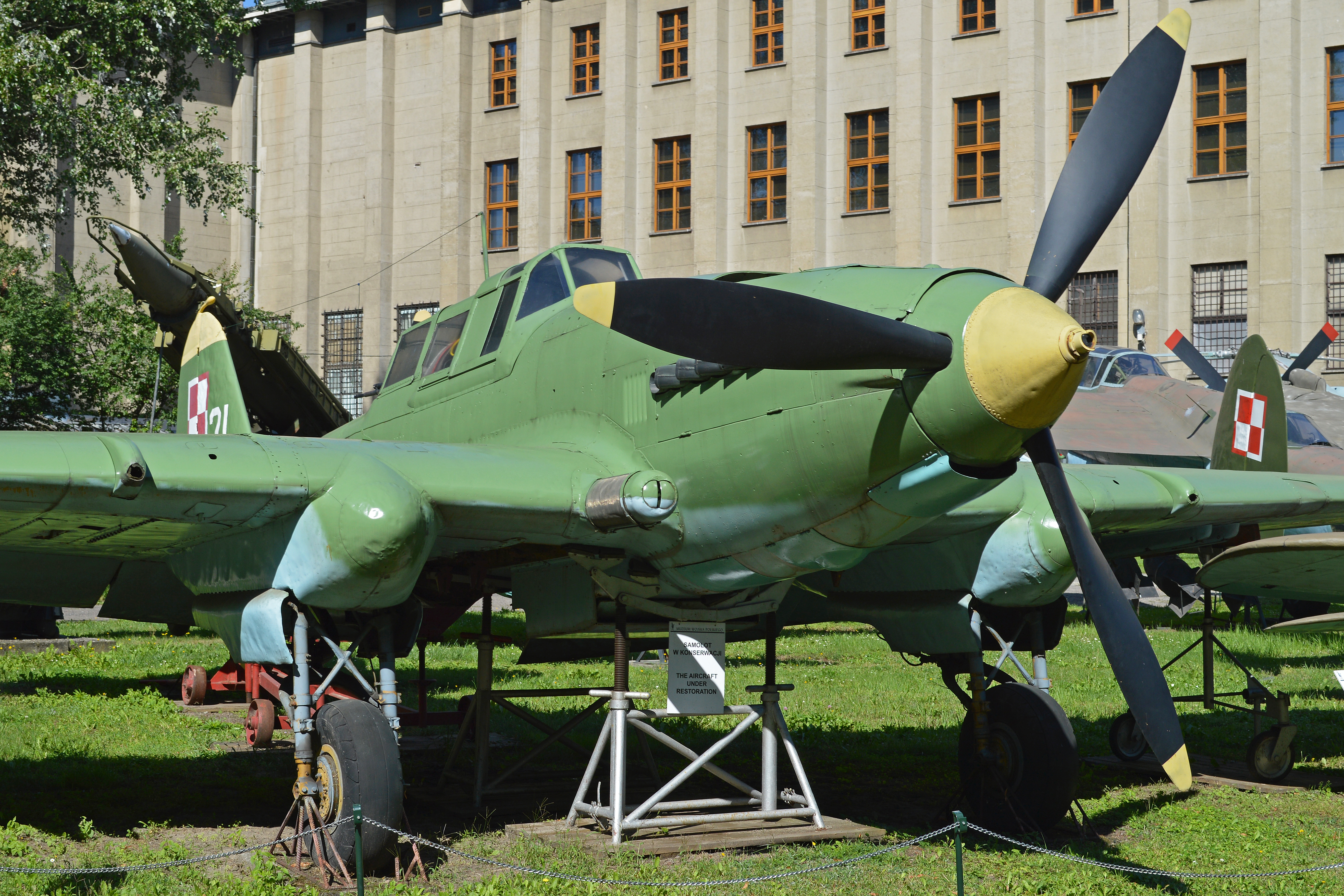
Iljusjin Il-2M3